# Rue des Trois-Pierres
La rue des Trois-Pierres est une vieille rue du 7e arrondissement de Lyon, dans le quartier de la Guillotière.

## Histoire
Les trois pierres désignaient trois énormes blocs de granit servant de bouteroues destinés à prévenir les accidents à l'entrée est de la rue, à une époque où celle-ci se présentait plusieurs mètres en contrebas de la rue de la Madeleine ; devenus inutiles à la suite du nivellement de cette section, ils furent enlevés au début du mois de novembre 1867.
Une portion de cette rue a été nommée Salomon Reinach en 1934,.

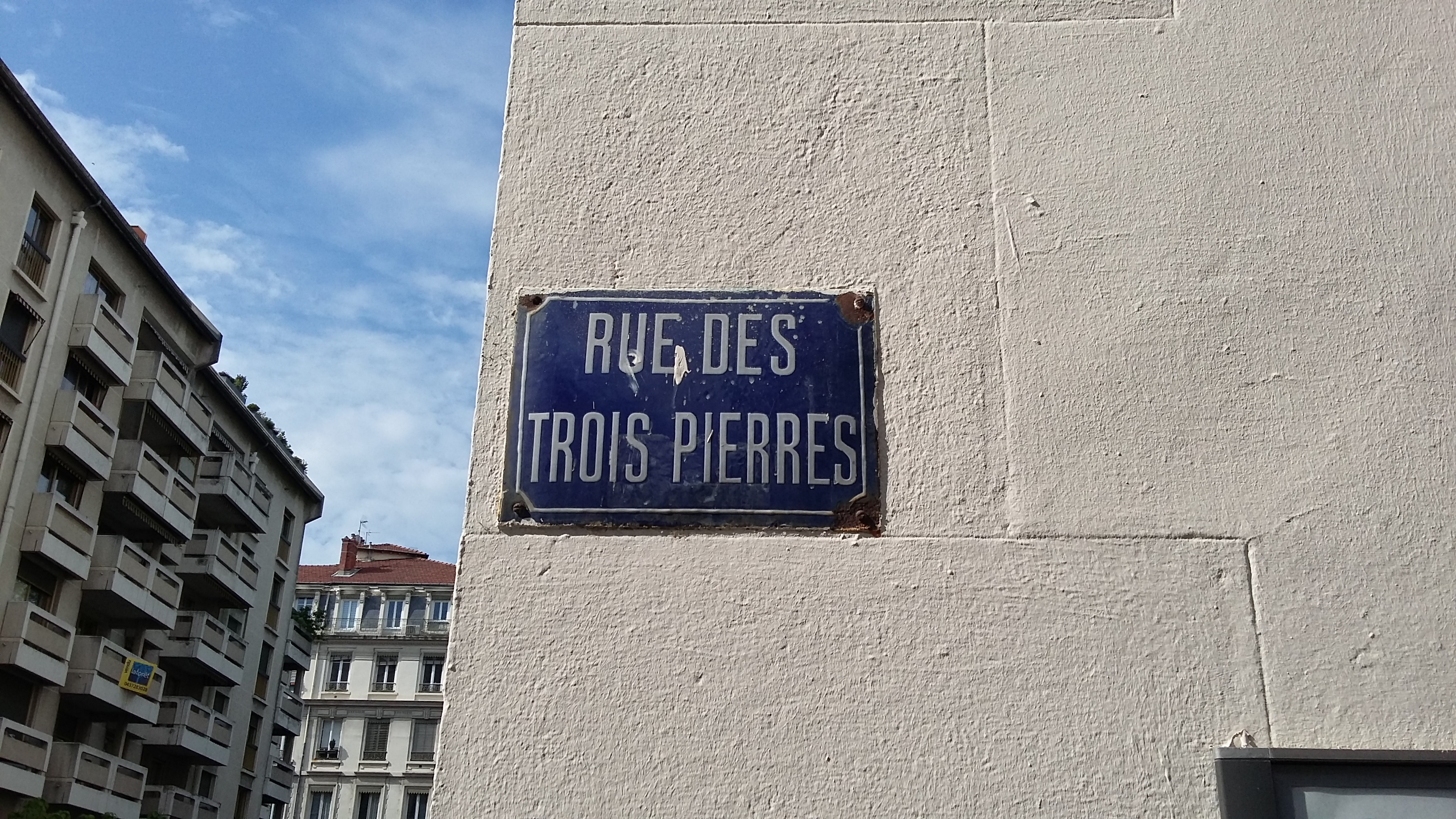
Plaque portant le nom de la rue